# Palmwijn (novelle)
Palmwijn  is het boekenweekgeschenk van 1996, geschreven door Adriaan van Dis. Het kwam uit in maart 1996, op de eerste dag van de Boekenweek, die in 1996 als motto hanteerde: “Eeuwig El Dorado - Latijns-Amerika en het Caribische gebied” De auteur deed niets met dit thema. Het verhaal speelt zich af op een fictief eiland voor de West-Afrikaanse kust.

## Samenvatting
Bij het begin van het boek denkt een naamloze internationale rapporteur terug aan zijn bezoek aan een West-Afrikaans land. Hij krijgt een anonieme brief met een krantenknipsel dat gewag maakt van de tragische dood van Susan Courtland. “Een kunstenares met een grote liefde voor Afrika. Haar dood is een verlies voor het eiland.” Dit wordt de aanleiding om zijn herinneringen aan Susan op papier te zetten. De rapporteur logeerde destijds, na het bootincident, op het betreffende eiland in het Ecologisch centrum van een aldaar verdwaalde Brit, William. Susan woonde in een spookhuis naast de moskee. Naast al zijn verplichtende adviezen, verbiedt William ook de palmwijn en het contact met Susan, die de eilandbevolking naroept met “moordenaar”. Dat was voor de rapporteur aanleiding geworden om ook met haar te gaan praten, omdat zij in de zaak van de verdronken vluchtelingen zo’n cruciale rol had gespeeld. Dit is haar verhaal.
Er woedt een sluimerende afscheidingsoorlog in het land. In het noorden met de hoofdstad wonen de katholieken, in het zuiden de moslims. Er komen steeds meer vluchtende moslims naar het eiland. Dientengevolge zijn er nu twee broodverkopers. Eén voor de katholieken en een voor de moslims. Al het brood moet trouwens van het vasteland komen, en dat geeft de regering de mogelijkheid via prijs en aanvoer het eiland discipline op te leggen.
Susan vertelt dat ze naar Afrika is getrokken omdat ze het niet begrijpt. Na de dood van haar enige zoon Jim en één jaar later van haar echtgenoot, wierp ze haar trouwring in de Atlantische Oceaan en ging vanuit de Verenigde Staten op onderzoek uit in Afrika. Na een gevaarlijke trektocht door dat continent kwam ze op dit eiland aan. Ze leerde er de magie van de palmwijn kennen en het sterke geloof in de geesten van de voorouders. Ze leeft in een driehoeksverhouding met de uit noordelijk Afrika afkomstige koperkleurige moslim Sow een veteraan uit de Tweede Wereldoorlog. Zijn uitspraak luidt : “Wie geen palmwijn heeft geproefd, weet niet wat Afrika is” en een eigenzinnige en relatief rijke Brit Diller. Sow geeft Susan een talisman ter bescherming.
Diller heeft zijn hele leven in Afrika gewoond. Zijn vader was betrokken bij het geweld om de Caprivistrook. Als jongen van zeventien voer hij op een dag mee met 3 boten op een rivier. Overal loerende krokodillen. Eén boot zonk, de bemanning werd verdeeld over 2 boten. Meteen is duidelijk dat als er nog één boot zinkt, er een groot probleem is. De tweede boot zinkt ook. De blanken kiezen ervoor om iedere drenkeling op te nemen. De zwarte begeleiders duwen de laatste drenkelingen terug. Het werd zijn redding. Het was of allemaal naar de krokodillen of de meerderheid redden. Dat is Afrika volgens Diller. Je moet je er niet mee bemoeien. Dat is zijn standpunt. Hij is op het eiland gebleven nadat zijn firma de veerboot had geleverd.
Susan ziet dat plaatselijke Libanezen in de haven betrokken zijn bij wapensmokkel. Zelf koopt ze bij hen een Browning damespistool, om zich veiliger te voelen. Ze trekt zich het lot aan van de vluchtelingen. Op het eiland heerst inmiddels de noodtoestand. Ze laat een vijftigtal schuilen in haar huis, terwijl de plaatselijke politie hen zoekt als opstandelingen. Sow heeft een boot geregeld om ze van het eiland te laten ontsnappen. Maar dan biedt Diller zichzelf aan met zijn eigen motorjacht. Er blijken echter meer dan de 50 vluchtelingen mee te moeten. Onderweg op het eiland sluiten zich tijdens een nachtelijke tocht meer mensen aan en het totaal komt boven de 80. Kapitein Diller wil niet meer mensen meenemen en wordt vastgebonden aan zijn eigen mast. Bagage en zwemvesten gaan overboord. Ook Sow gaat aan boord en de dag daarna spoelen de eerste lijken al aan. De wereldgemeenschap reageert verontwaardigd en er komt een rapporteur naar het eiland, die het verhaal opschrijft, door onder andere met Susan te praten, die niet aan boord is gegaan.
In het zesde en laatste hoofdstuk trekt de rapporteur bij Susan in en verlaat het logement van William, waar alle toeristen hun eiland bezoek beginnen. William verwijt Susan de ramp met de boot. Susan vertelt van haar verwoestende kanker en de zekerheid van haar pistool. Inmiddels praten het noorden en het zuiden met elkaar en verbetert de positie van de vluchtelingen.

## Thema’s
Kolonialisme en Ontwikkelingshulp

## Voetnoten
1. ↑  West-Afrikaans volgt uit de voorafgaande slavenhandel en het nabijgelegen land Nigeria. Fictief omdat in het noorden katholieken wonen en in het zuiden moslims.